# Budec
Budec ili Budić (fl. 1066. – 1070.) bio je bribirski župan koji je živio u 11. stoljeću. Najstariji je poznati pripadnik velikaške obitelji Šubić. Bio je posteljnik (dvorski knez) hrvatskoga kralja Petra Krešimira IV.

## Vanjske poveznice
- Karbić, Damir, „Zlatni vijek Bribira“  Arhivirana inačica izvorne stranice od 11. kolovoza 2020. (Wayback Machine), Matica hrvatska, Hrvatska revija 2, 2007.

| Prethodnik: | Bribirski župan Budec ili Budić fl. 1066. – 1070. | Nasljednik: |
| ?           | Bribirski župan Budec ili Budić fl. 1066. – 1070. | Strezinja   |